# Heinrich LXIII, Prinț Reuss de Köstritz
Prințul Heinrich LXIII Reuss de Köstritz (18 iunie 1786, Berlin – 27 septembrie 1841, Staniszów) a fost membru al Casei de Reuss.

## Biografie
După decesul fratelui său mai mare, Heinrich LX (1784–1833) el a rămas membru senior al ramurei Köstritz din Casa de Reuss. S-a căsătorit de două ori. La 21 februarie 1819 la Caselul Wernigerode el s-a căsătorit cu contesa Eleonore de Stolberg-Wernigerode (1801–1827), care era fiica contelui Heinrich de Stolberg-Wernigerode. după ce ea a murit, la 11 mai 1828, Heinrich LXIII s-a căsătorit cu sora ei, contesa Caroline de Stolberg-Wernigerode (1806–1896).
Din 1833 până la moartea sa, el a fost membru al Primei Camere al Parlamentului saxon. Ca proprietar a Manor, el a fost numit de rege. Printre altele a deținut moșii în Klipphausen, Spreewiese și Klix.

### Copii
Heinrich LXIII a avut următorii copii:
Din prima căsătorie:
- Joanna (1820–1878), căsătorită în 1843 cu Prințul Ferdinand de Schoenaich-Carolath
- Heinrich IV, Prinț Reuss de Köstritz (1821–1894), a moștenit în 1878 titlul de Prinț de la vărul său Prințul Heinrich LXIX Reuss de Köstritz
- Augusta (1822–1862), căsătorită cu Marele Duce Frederic Francisc al II-lea de Mecklenburg-Schwerin
- Heinrich VI Prinț Reuss (1823-1823), a murit la câteva zile după naștere
- Heinrich VII (1825–1906), Adjutant General al împăratului Wilhelm I al Germaniei, primul ambasador german la Constantinopole. Cea mai mare parte a  vieții sale a locuit la moșia sa Trebschen (astăzi Trzebiechów, Polonia)
- Heinrich X, Prinț Reuss (1827–1847). La nașterea sa a murit mama sa, Eleonore.

Din a doua căsătorie:
- Heinrich XII, Prinț Reuss (1829–1866), Lord de Stonsdorf; căsătorit în 1858 cu Anna contesă de Hochberg
- Heinrich XIII, Prinț Reuss (1830–1897), Lord de Baschkow; căsătorit în 1869 cu Anna contesă de Hochberg
- Louise (1832–1862)
- Heinrich XV, Prinț Reuss (1834–1869), căsătorit în 1863 cu contesa Luitgarde de Stolberg-Wernigerode
- Anna (1837–1907), căsătorită în 1863 cu prințul Otto de Stolberg-Wernigerode
- Heinrich XVII, Prinț Reuss (1839–1870), ucis în Bătălia de la Mars-la-Tour

## Mote
1. ↑  Josef Matzerath: Aspects of Saxon Landtag history - Presidents and members of parliament from 1833 to 1952, Dresden 2001, p. 48